# Saint-Nazaire-de-Ladarez
Saint-Nazaire-de-Ladarez – miejscowość i gmina we Francji, w regionie Oksytania, w departamencie Hérault.
Według danych na rok 1990 gminę zamieszkiwało 361 osób, a gęstość zaludnienia wynosiła 13 osób/km² (wśród 1545 gmin Langwedocji-Roussillon Saint-Nazaire-de-Ladarez plasuje się na 587. miejscu pod względem liczby ludności, natomiast pod względem powierzchni na miejscu 231.).